# 伊賀盛光
伊賀 盛光（いが もりみつ）は鎌倉時代末期から南北朝時代の武将、好島西荘預所職、飯野八幡宮別当、奥州東海道検断職、伊賀式部三郎盛光、生没年不詳

## 経歴
嘉暦2年（1327年）伊賀光貞より所領を引き継ぎ領主となる。翌嘉暦3年（1328年）地頭の岩城隆衡を年貢不済で訴えた。
元弘3年（1333年）11月陸奥国の国府多賀城に北畠顕家が着任するとこれに従う。名越時如、安達高景が津軽にて挙兵（津軽合戦）。盛光が北条軍追討の大将として持寄城を攻める。結果恩賞として岩城郡の矢河子村を賜る。また京での篝火役の免除を許された。
陸奥将軍府が開かれると、伊賀貞長が二番引付として出仕する。
建武2年（1335年）中先代の乱が起こると奥羽では小平氏が呼応し安達郡木幡山に籠城する。盛光は東海道の兵を率い出陣することを顕家より命じられる。
足利尊氏が建武政権から離脱すると共に離脱。以降は足利方に与する。建武3年（1336年）常陸の瓜連城で籠城する楠木正家に手を焼く佐竹氏を救援すべく武生城に入城。岩出河原の戦いにて南朝方を撃破。小山氏の滝尻城を石川氏と共に攻め落城させる。
建武4年（1337年）1月15日、奥州総大将斯波家長の命に従い鯨岡乗隆の居城湯本城攻めに出兵。家臣の麻績盛清が兵を率いた。
同年5月、霊山城を佐竹氏の中賀野義長と共に攻める。道中の南相馬市原町の安子橋での戦にて家臣の森田国泰が活躍。攻城戦では盛光は城の搦手を担当した。
7月28日常陸伊佐郡内と陸奥好島荘内の本領を足利氏より安堵される。
1338年7月3日熊野堂城合戦で南朝方を撃退。1339年室町幕府より好島山を与えられる。
1340年5月27日下総国駒城に家臣の細野政義を派兵。
1342年家長の後任である石塔義房の三男石塔義元と共に南朝と戦う。5月室町幕府より陸奥国標葉郡落合村を八幡宮官領として賜る。
貞和元年（1345年）吉良貞家が奥州管領として着任する。翌正平元年貞和2年（1346年）貞家は現地の国人を自身の陣営にひきいれるべく盛光らを国府に呼び寄せる。正平2年貞和3年（1347年）7月伊達郡藤田城に着陣。
1353年北畠顕信の籠る宇津峰城を落城させ南奥における南朝勢力を駆逐した。